# Richard Francis Weymouth
Richard Francis Weymouth (Plymouth, 1822 – 1902) è stato un biblista e traduttore britannico,  noto soprattutto per aver prodotto una delle prime traduzioni in lingua moderna del Nuovo Testamento.

## Biografia
Nativo di Devonport, nei pressi di Plymouth, fu il figlio di Richard Weymouth e di sua moglie Ann Sprague. Dopo essersi formato all'University College di Londra, insegnò in una scuola privata nel Surrey prima di essere nominato nel 1869 preside della Mill Hill School, quando Thomas Scrutton e i suoi sostenitori formarono un nuovo trust per riaprire e rilanciare la scuola, che aveva chiuso l'anno precedente. 
Weymouth fu anche fellow dell'University College di Londra dal 1869 e vi insegnò fino al 1886, prima di ritirarsi nel 1891 per dedicarsi alla critica testuale e allo studio biblico. 
Morì nel 1902.

## Attività
La prima opera importante di Weymouth fu The Resultant Greek Testament, un testo eclettico basato sul lavoro dei più importanti critici testuali del XVIII e XIX secolo. La sua pubblicazione più importante fu The Modern Speech New Testament, noto come Nuovo Testamento di Weymouth, curato dal suo segretario, Ernest Hampden-Cook, e dato alle stampe nel 1903 a New York e a Londra. Weymouth voleva produrre una versione fruibile dalla gente comune. Il testo rende gli idiomi greci in inglese moderno. Pubblicò anche A literal translation of Cynewulf's Elene from Zupitza's text (1888), basato su Cynewulfs Elene mit einem Glossar del filologo tedesco Julius Zupitza.